# Euhypnorna grata
Euhypnorna grata är en kackerlacksart som beskrevs av Morgan Hebard 1921. Euhypnorna grata ingår i släktet Euhypnorna och familjen småkackerlackor.
Artens utbredningsområde är Panama. Inga underarter finns listade i Catalogue of Life.